# La Plaiv

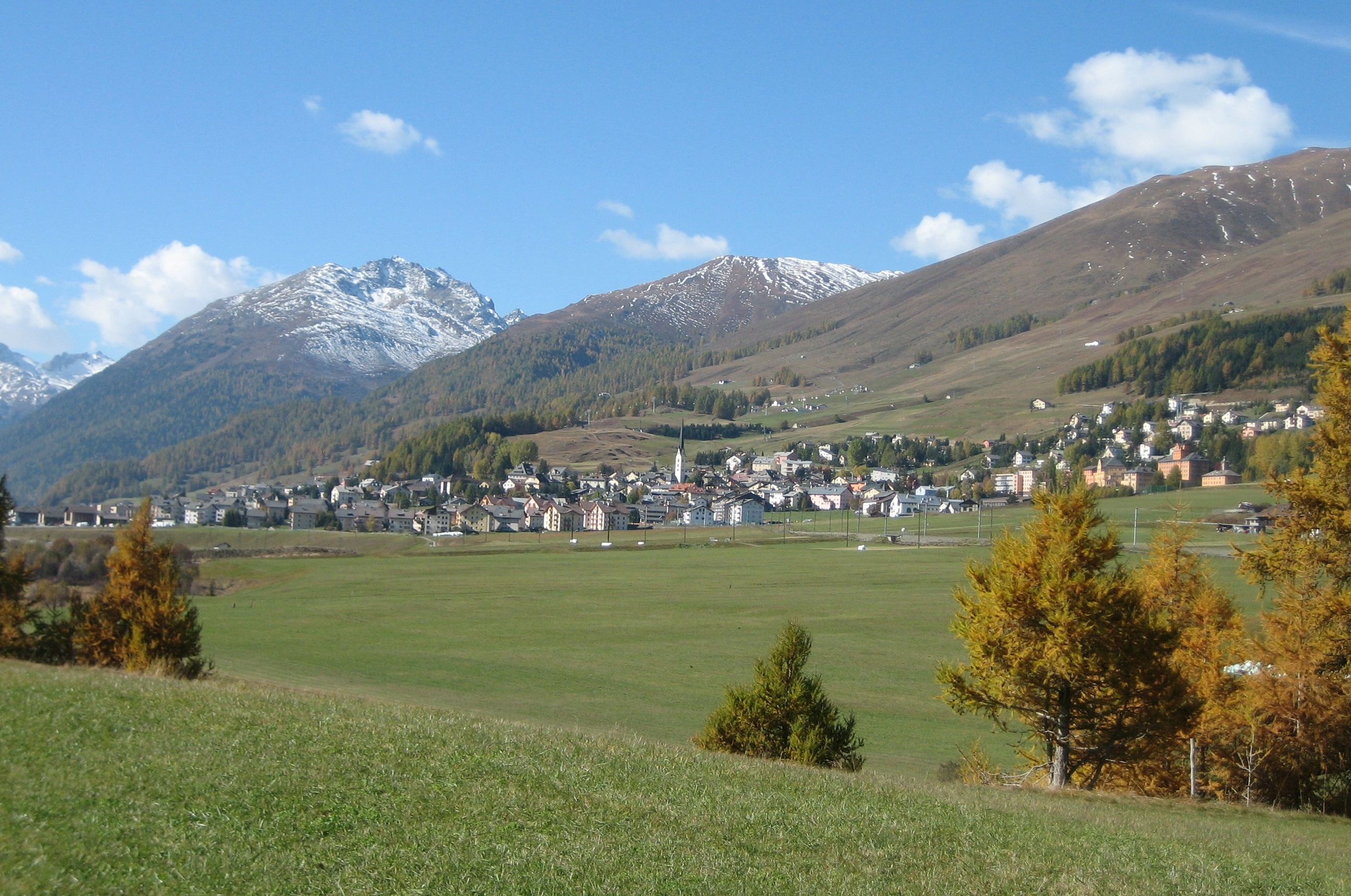
Zuoz als zentraler Ort in der Ebene der Plaiv

La Plaiv ([lɐˈplaɪ̯f]ⓘ) bezeichnet die Bündner Region des nordöstlichen Oberengadins zwischen La Punt Chamues-ch und S-chanf. 

## Name
Der rätoromanische Name im Idiom Puter (das v wird wie f gesprochen) heisst wörtlich übersetzt "die Pfarrei" und erklärt sich daraus, dass die Landschaft ungefähr deckungsgleich ist mit der ehemaligen Pfarrei Zuoz mit der San Luzi-Kirche als Zentrum. 

## Geschichte
Das Gebiet La Plaiv ist Resultat der spätmittelalterlichen Rivalität zwischen Samedan und Zuoz und der deshalb 1438 erfolgten Aufteilung des Oberengadins in zwei Gerichtsgemeinden mit gemeinsamer Grenze an der Funtauna Merla bei der ehemaligen Siedlung Las Agnas.

## Gegenwart
Heute vermarktet sich die Plaiv als "das andere Engadin" im Unterschied zu den touristischen Topdestinationen rund um das mondäne St. Moritz, die Oberengadiner Seen und das Berninagebiet. 